# 모울비바자르구

방글라데시 모울비바자르구

모울비바자르구(벵골어: মৌলভীবাজার জেলা)는 방글라데시 북동부 실렛주 남동부에 위치한 구로 모울비바자르 마을의 이름을 따서 지어졌다. 남쪽과 동쪽으로는 인도의 트리푸라주와 아삼주, 서쪽으로는 하비간지구, 북쪽으로는 실렛구의 방글라데시 자치구와 인접해 있다.

## 어원학
모울비바자르구는 해당 지역의 구청 소재지인 모울비바자르의 이름을 따서 지어졌다. 이 단어는 '모울비의 시장'을 의미하는 두 단어인 모울비와 바자르에서 유래되었다. '모울비'는 이슬람교의 존칭이고 '바자르'는 시장이나 읍을 뜻하는 벵골어이다. 모울비바자르는 지역 판사이자 그 지역에서 이슬람이 출현했을 때 활동했던 이슬람 설교자 샤 무스타파의 후손인 모울비 사이드 쿠드라툴라의 이름을 따서 지어졌다. 그 이름은 1771년 사이드 쿠드라툴라가 그의 자민다르 땅에 작은 바자를 설립하고 지역 사람들이 그것을 모울비바자르라고 이름 지었을 때 만들어졌다고 믿어진다. 이 시장은 현재의 포심 바자르(서시장) 강변에 세워졌으며, 시간이 흐르면서 점차 확장되었다.

## 인구
| 연도     | 인구      | ±% p.a. |
| -------- | --------- | ------- |
| 1974     | 991,768   | —       |
| 1981     | 1,171,606 | +2.41%  |
| 1991     | 1,376,566 | +1.63%  |
| 2001     | 1,612,374 | +1.59%  |
| 2011     | 1,919,062 | +1.76%  |
| 2022     | 2,123,445 | +0.92%  |
| Sources: |           |         |

2022년 방글라데시 인구 조사에 따르면 모울비바자르구의 인구는 2,123,445명이며, 이 중 1,020,312명은 남성이고 1,120,247명은 여성이고 144명은 제3의 성별이다. 농촌 인구는 182만 5607명(86.1%)인 반면 도시 인구는 297,096명(13.9%)이었다. 모울비바자르구는 7세 이상 인구의 문맹률이 75.74%로 남성은 77.58%, 여성은 74.08%였다.

## 같이 보기
- 방글라데시의 구